# Donna Leon – Lasset die Kinder zu mir kommen
Lasset die Kinder zu mir kommen ist ein deutscher Fernsehfilm von Sigi Rothemund aus dem Jahr 2010, der auf dem gleichnamigen Roman von Donna Leon basiert. Es handelt sich um den 16. Filmbeitrag der Donna-Leon-Filmreihe.

## Handlung
Der Kinderarzt Gustavo Pedrolli wird durch den Capitano Marvilli von den Carabinieri verhaftet, weil er verdächtigt wird, eine junge Albanerin getötet zu haben. Commissario Brunetti ist von der Unschuld des Kinderarztes überzeugt und bewegt Capitano Marvilli zu gemeinsamen Ermittlungen. Tatsächlich hat der Arzt ein Motiv: Seine Frau Bianca, die Tochter des Industriellen Marcolini, ist unfruchtbar, doch die beiden wünschten sich ein Kind, weshalb sie sich auf eine illegale Adoption einließen. Der jungen Mutter des Babys erzählte man nach der Entbindung, dass ihr Sohn gestorben sei; zudem war sie illegal im Land und konnte sich nicht wehren. Signorina Elettra und Brunetti geben sich als Ehepaar aus, um in der Agentur zu ermitteln, die Kinder illegaler Einwanderer entführt und gegen hohe Summen an adoptionswillige Paare vermittelt.
Jemand lässt die Albanerin wissen, dass ihr Kind noch lebt und dass die Pedrollis es adoptiert haben. Außerdem besitzt sie plötzlich eine Menge Geld. Daraufhin gerät ihr Cousin, bei dem die junge Frau untergekommen ist, ins Visier der Ermittler. Als sie ihm ihre Geschichte erzählte und er von dem Geld erfuhr, versuchte er es zu stehlen. Ihr Tod war ein Unfall, der passierte, als  er sie im Streit zu hart schlug. Der Tipp und das Geld kamen von Pedrollis Schwiegervater Marcolini, der keinen „Bastard“ in der Familie dulden wollte.

## Produktionsnotizen
Lasset die Kinder zu mir kommen wurde in Venedig gedreht und wurde am 7. Oktober 2010 um 20:15 Uhr auf Das Erste erstausgestrahlt. Bei dieser Erstausstrahlung erreichte der Film  6,04 Millionen Zuschauer, was einem Marktanteil von 19,4 Prozent entsprach.

## Kritik
Rainer Tittelbach von tittelbach.tv urteilte: „Die Story dieser Donna-Leon-Verfilmung interessant nachzuerzählen, ohne zu viel zu verraten oder sich im Detail zu verlieren, ist kaum möglich. Das gleiche Problem spiegelt sich in der aktuellen Episode, die dramaturgisch mal wieder alles andere als eine Meisterleistung ist.“ „Der Film über die Schlechtigkeit der Menschheit plätschert dahin, so wie die Gondeln durch den Canale Grande gleiten – das alles stört nicht weiter und ist hübsch anzuschauen. Gut ins Bild passt auch Sunnyboy Gregor Törzs. Andererseits verlieren sich Brunetti & Co im wortreichen Kleinklein der Ermittlungsarbeit. Jeder Gang, wohin auch immer, wird zur Sonne überfluteten Staatsaktion und die Komikattacken versprühen herben Uraltlavendelduft.“
Bei der Süddeutschen Zeitung urteilte Benjamin Zeeb: „Bis am Schluss der fiese Kindesentführer schließlich gestellt werden kann, gibt das durchweg deutsche Ensemble Versatzstücke seines Touristen-Italienisch zum Besten, bestellt im Cafe Croissants statt Cornetti und trinkt so viele Espressi, dass ein Normalsterblicher davon unter Zuckungen von der Rialto Brücke stürzen würde. Aber nach acht Jahren Donna Leon im Ersten ist man an sowas ja gewöhnt.“
Julian Miller bei Quotenmeter.de bemerkte: „Donna Leons triviale Kitschromane zeichnen sich vornehmlich durch ihre durchwegs seichten Storys und platten Figuren aus. Die Verfilmungen ihrer Bücher gehen dabei einen ähnlichen Weg; so auch der neueste Teil der Reihe, ‚Lasset die Kinder zu mir kommen‘. Zwar wird im Drehbuch von Stefan Holtz und Florian Iwersen durchaus der Versuch unternommen, einen sinnvollen Spannungsbogen aufzubauen, doch der Film scheitert an dieser Aufgabe ständig. Der Mordfall an sich ist nicht sonderlich spektakulär, und die wirren und zumeist vollkommen unglaubwürdigen Verwicklungen, die sich die Autoren hier aus den Fingern gesaugt haben, vermögen es nicht, ein Interesse an der Handlung und den Figuren aufzubauen, geschweige denn längerfristig aufrechtzuerhalten.“
Die Kritiker der Fernsehzeitschrift TV Spielfilm zeigten den Daumen nach oben und meinten: „Klar, Brunetti ist nicht Wallander! Aber im Gegensatz zu den Degeto-Ermittlern Laurenti und LaBréa sind seine Fälle allemal relevanter und souverän gespielt.“ Als Fazit zogen sie: „Brunetti ist die Nr. 1 der Italo-TV-Cops“.